# Weiterndorf (Heilsbronn)
Weiterndorf is een plaats in de Duitse gemeente Heilsbronn, deelstaat Beieren, en telt 602 inwoners (2007).